# آرتور لی (موسیقی‌دان)
آرتور لی (انگلیسی: Arthur Lee؛ ۷ مارس ۱۹۴۵ – ۳ اوت ۲۰۰۶) موسیقی‌دان اهل ایالات متحده آمریکا بود. او رهبر اصلی گروه لاو، از مهمترین گروه‌های راک دهه ۱۹۶۰، بود.